# Coppa Svizzera 2024-2025
La Coppa Svizzera 2024-2025, nota come Helvetia Coppa Svizzera 2024-2025 per motivi di sponsorizzazione, è stata la 100ª edizione della manifestazione calcistica. È iniziata il 16 agosto 2024 ed è terminata il 1º giugno 2025. Il Servette era la squadra campione in carica.
Il trofeo è stato conquistato dal Basilea, alla sua quattordicesima vittoria nella competizione.

## Squadre partecipanti
| Super League | Challenge League | Promotion League                                                                 | 1. Lega | 2. Lega interregionale | 2. Lega | 3. Lega                                                                  |
| - Basilea - Grasshoppers - Losanna - Lucerna - Lugano - San Gallo - Servette - Sion - Winterthur - Young Boys - Yverdon - Zurigo | - Aarau - Bellinzona - Étoile Carouge - Neuchâtel Xamax - Sciaffusa - Stade Lausanne-Ouchy - Stade Nyonnais - Thun - Wil | - Baden - Bienne - Brühl - Cham - Delémont - Kriens - Paradiso - Rapperswil-Jona | - Mendrisio - Taverne - YF Juventus - Tuggen - Echallens - Monthey - Wettswil-Bonstetten - Soletta - Vevey - Langenthal | - Lancy - Gambarogno-Contone - Zugo - Dardania Losanna - Prishtina Berna - Emmen - Signal Bernex-Confignon - Coira - Dardania San Gallo | - Altstätten - Malcantone - Ursy - Printse-Nendaz - Suhr - Subingen - Genolier-Begnins - Schattdorf - Regensdorf - Zürich City - Wallbach-Zeiningen - Haute-Ajoie | - Besa San Gallo - Aemme - Le Communal Sport-Le Locle - Champel - Svitto |

## Date
| Turno                   | Data                 |
| ----------------------- | -------------------- |
| Trentaduesimi di finale | 17 agosto 2024       |
| Sedicesimi di finale    | 13-15 settembre 2024 |
| Ottavi di finale        | 3-5 dicembre 2024    |
| Quarti di finale        | 25-27 febbraio 2025  |
| Semifinali              | 26-27 aprile 2025    |
| Finale                  | 1º giugno 2025       |

## Calendario

### Trentaduesimi di finale
I club di Super League e Challenge League sono teste di serie, pertanto non si possono affrontare direttamente. La squadra di lega inferiore ha il diritto di giocare in casa. Il sorteggio è stato effettuato il 1º luglio 2024.
| Squadra 1                  | Risultato       | Squadra 2            |
| -------------------------- | --------------- | -------------------- |
| 16 agosto 2024             |                 |                      |
| Wettswil-Bonstetten        | 1 - 2           | Winterthur           |
| Dardania Losanna           | 0 - 3           | Yverdon              |
| Lancy                      | 3 - 3 (1-4 dtr) | Étoile Carouge       |
| Taverne                    | 1 - 3           | Wil                  |
| Kriens                     | 1 - 2           | Bellinzona           |
| 17 agosto 2024             |                 |                      |
| Emmen                      | 3 - 2           | Altstätten           |
| Mendrisio                  | 1 - 4           | Lucerna              |
| Besa San Gallo             | 1 - 0           | Coira                |
| Schattdorf                 | 0 - 1           | Paradiso             |
| Ursy                       | 0 - 6           | Stade Nyonnais       |
| Printse-Nendaz             | 0 - 10          | Young Boys           |
| Subingen                   | 0 - 8           | Basilea              |
| Delémont                   | 1 - 1 (1-4 dtr) | Sion                 |
| Bienne                     | 2 - 1           | Neuchâtel Xamax      |
| Echallens                  | 1 - 6           | Stade Lausanne-Ouchy |
| Suhr                       | 0 - 4           | Aarau                |
| Zürich City                | 0 - 1           | YF Juventus          |
| Rapperswil-Jona            | 3 - 1           | Baden                |
| Le Communal Sport-Le Locle | 1 - 1 (4-2 dtr) | Prishtina Berna      |
| Aemme                      | 2 - 1           | Haute-Ajoie          |
| Wallbach-Zeiningen         | 0 - 2           | Langenthal           |
| Monthey                    | 4 - 3 (dts)     | Soletta              |
| Tuggen                     | 0 - 2           | Sciaffusa            |
| 18 agosto 2024             |                 |                      |
| Genolier-Begnins           | 1 - 3           | Vevey                |
| Signal Bernex-Confignon    | 1 - 7           | Servette             |
| Champel                    | 0 - 7           | Losanna              |
| Dardania San Gallo         | 1 - 2           | Gambarogno-Contone   |
| Svitto                     | 0 - 6           | Thun                 |
| Brühl                      | 1 - 7           | Lugano               |
| Regensdorf                 | 0 - 9           | Grasshoppers         |
| Zugo                       | 0 - 2           | Zurigo               |
| Malcantone                 | 0 - 4           | San Gallo            |

### Sedicesimi di finale
Il sorteggio è stato effettuato il 18 agosto 2024.
| Squadra 1                  | Risultato       | Squadra 2            |
| -------------------------- | --------------- | -------------------- |
| 13 settembre 2024          |                 |                      |
| Thun                       | 0 - 2           | Grasshoppers         |
| YF Juventus                | 0 - 2           | Sion                 |
| Emmen                      | 1 - 2           | Yverdon              |
| Monthey                    | 0 - 2           | Étoile Carouge       |
| Besa San Gallo             | 1 - 6           | Bienne               |
| 14 settembre 2024          |                 |                      |
| Langenthal                 | 1 - 0           | Stade Lausanne-Ouchy |
| Paradiso                   | 1 - 3           | San Gallo            |
| Aemme                      | 0 - 4           | Losanna              |
| Rapperswil-Jona            | 1 - 3           | Lugano               |
| Wil                        | 2 - 2 (2-4 dtr) | Winterthur           |
| Vevey                      | 2 - 4           | Young Boys           |
| Le Communal Sport-Le Locle | 0 - 3           | Zurigo               |
| 15 settembre 2024          |                 |                      |
| Sciaffusa                  | 2 - 1           | Servette             |
| Aarau                      | 1 - 0           | Lucerna              |
| Gambarogno-Contone         | 1 - 2           | Bellinzona           |
| Stade Nyonnais             | 0 - 1 (dts)     | Basilea              |

### Ottavi di finale
Il sorteggio è stato effettuato il 15 settembre 2024.
| Squadra 1       | Risultato       | Squadra 2      |
| --------------- | --------------- | -------------- |
| 3 dicembre 2024 |                 |                |
| Langenthal      | 0 - 6           | Bienne         |
| Grasshoppers    | 0 - 1           | Zurigo         |
| 4 dicembre 2024 |                 |                |
| Sciaffusa       | 0 - 1           | Young Boys     |
| Basilea         | 2 - 2 (4-1 dtr) | Sion           |
| Yverdon         | 0 - 2           | Lugano         |
| 5 dicembre 2024 |                 |                |
| Aarau           | 0 - 1           | Étoile Carouge |
| Bellinzona      | 1 - 0           | San Gallo      |
| Winterthur      | 0 - 3           | Losanna        |

### Quarti di finale
Il sorteggio è stato effettuato il 5 dicembre 2024.
| Squadra 1        | Risultato       | Squadra 2  |
| ---------------- | --------------- | ---------- |
| 25 febbraio 2025 |                 |            |
| Bellinzona       | 1 - 1 (3-4 dtr) | Losanna    |
| 26 febbraio 2025 |                 |            |
| Étoile Carouge   | 1 - 3           | Basilea    |
| Bienne           | 2 - 0           | Lugano     |
| 27 febbraio 2025 |                 |            |
| Zurigo           | 2 - 3           | Young Boys |

### Semifinali
Il sorteggio è stato effettuato il 27 febbraio 2025.
| Squadra 1      | Risultato   | Squadra 2  |
| -------------- | ----------- | ---------- |
| 26 aprile 2025 |             |            |
| Bienne         | 1 - 0 (dts) | Young Boys |
| 27 aprile 2025 |             |            |
| Basilea        | 3 - 2 (dts) | Losanna    |

### Finale
| Arbitro: | Stefan Horisberger |

|                  |           |                                                                |
| Beyer 60’ (rig.) | Marcatori | 35’ (aut.) De Freitas 67’ (rig.) Shaqiri 78’ Šotiček 80’ Cissé |